# Kunst im öffentlichen Raum in Kirchhundem
Kunst im öffentlichen Raum in Kirchhundem umfasst öffentlich zugängliche Plastiken, Skulpturen, Brunnen, Wandmalereien, Mosaike und Graffiti im Gebiet der sauerländischen Gemeinde Kirchhundem im Kreis Olpe. Die nachstehende Liste von Kunstwerken im öffentlichen Raum ist nicht vollständig. Sie wird kontinuierlich ergänzt.

## Liste
| Bild | Titel/Bezeichnung            | Standort             | Künstler | Entstehung | Anmerkungen |
| ---- | ---------------------------- | -------------------- | -------- | ---------- | --- |
|      | Kommunikation oder Begegnung | Hundemstraße 35 Lage | Gautam   | 2019       | Die Skulptur vor dem Rathaus entstand zum 50-jährigen Jubiläum der Gemeinde Kirchhundem. Der Stein ist ein Langensalzaer Travertin. |
|      | Drei-Hasen-Mosaik            | Hundemstraße 47 Lage |          |            | Das Dreihasenbild-Mosaik befindet sich im Kirchhof der römisch-katholischen Pfarrkirche St. Peter und Paul.                         |
|      | Marienbrunnen                | Welschen Ennest      |          | 1955       | Die 1990 komplett erneuerte Brunnenanlage wurde 2019 umfassend saniert.                                                             |